# العشرة جنيهات (فلم)
العشرة جنيهات فيلم روائي مصري قصير من إنتاج جهاز السينما، وإخراج هشام أنور عكاشة وبطولة جيهان راتب وعمرو سعد وتم إنتاجه عام 2003.